# Ingo Sensburg
Ingo Sensburg (* 27. ledna 1949) je bývalý západoněmecký atlet, běžec na dlouhé tratě.

## Sportovní kariéra
V roce 1970 byl členem bronzové západoněmecké štafety na 2+3+4+5 kol na halovém mistrovství Evropy. O šest let později se stal halovým mistrem Evropy v běhu na 3000 metrů. V následujících letech se věnoval především maratonu. Třikrát zvítězil v Berlínském maratonu, jeho nejlepší čas na této trati byl 2:16:48.